# Bathysa
Bathysa é um género botânico pertencente à família Rubiaceae.

## Espécies
- Bathysa australis
- Bathysa bathysoides
- Bathysa cuspidata
- Bathysa gymnocarpa
- Bathysa mendoncae
- Bathysa multiflora
- Bathysa nicholsonii
- Bathysa perijaensis
- Bathysa pittieri
- Bathysa stipulata
- Bathysa sylvestrae